# Шошъегатор
Шошъегатор (также Шошъегантор) — пресноводное озеро в Ханты-Мансийском районе Ханты-Мансийского автономного округа — Югры России, в 72 км к юго-западу от Ханты-Мансийска, западнее озера Ендра.
Этимология лимнонима восходит к хантыйским словам шош — селезень + еган — река + тор — озеро, т.е. название можно перевести как «Озеро селезневой реки».
Располагается на высоте 42,3 м над уровнем моря, в северо-восточной части Кондинской низменности. Имеет сложно-лопастную форму. Площадь озера составляет 36,8 км². Длина озера — около 11 км, ширина в средней части достигает 4,8 км. Берега низменные, заболоченные, частично поросшие сосной. Болота и таёжные урманы окружают озеро со всех сторон.
Узкой и короткой протокой соединено с соседним озером Ендра, через которое имеет сток. Значительных притоков не имеет. Ближайший населённый пункт —  посёлок Согом в 30 км к юго-востоку.